# Digimon Adventure 02: The Beginning
Digimon Adventure 02: The Beginning (デジモンアドベンチャー02 THE BEGINNING?) es una película japonesa de anime de aventuras de 2023, producida por Toei Animation. Ambientada en la misma continuidad de las dos primeras series animadas de Digimon, funciona como un final a la historia de Digimon Adventure 02. Se exhibió por primera vez el 5 de octubre de 2023 en el Shinjuku Wald 9 y posteriormente en cines japoneses el 27 de octubre.Se estrenó el 8 de noviembre en los Estados Unidos, el 30 de noviembre en Latinoamérica y el 1 de diciembre en España.

## Sinopsis
Dos años después de la batalla contra Eosmon, Davis Motomiya, Ken Ichijouji, Yolei Inoue, Cody Hida, TK Takaishi y Kari Kamiya conocen a un niño llamado Lui Ohwada, que se encuentra con un Digivice sin poderes y afirma ser el primer niño elegido de la historia. Además, en el mundo real aparece un Digimon llamado Ukkomon, que quiere que cada persona en el mundo tenga su propio compañero digimon.

## Reparto
| Personaje                                | Seiyu             | Inglés                               | Castellano                     | Español Latino                 |
| ---------------------------------------- | ----------------- | ------------------------------------ | ------------------------------ | ------------------------------ |
| Daisuke Motomiya / Davis Motomiya        | Fukujūrō Katayama | Brian Donovan                        | Marta Sainz                    | Óscar López                    |
| Miyako Inoue / Yolei Inoue               | Ayaka Asai        | Jeannie Tirado                       | Carolina Tak                   | Polly Huerta                   |
| Iori Hida / Cody Hida                    | Yoshitaka Yamaya  | Bryce Papenbrook                     | Belén Rodríguez                | Claudia Motta                  |
| Takeru Takaishi / Takeru "T.K." Takaishi | Junya Enoki       | Johnny Yong Bosch                    | Diana Torres                   | Diego Becerril                 |
| Hikari Yagami / Kari Kamiya              | Mao Ichimichi     | Tara Sands                           | Rocío Azofra                   | Cristina Hernández             |
| Ken Ichijouji                            | Arthur Lounsbery  | Derek Stephen Prince                 | Carlos Bautista                | Benjamín Rivera                |
| Lui Ohwada                               | Megumi Ogata      | A.J. Beckles Erin Yvette (niño)      | Marío García Tania Ugía (niño) | Alex Villamar Lili Vela (niño) |
| V-Mon / Veemon                           | Junko Noda        | Derek Stephen Prince                 | Jorge Saudinós                 | Igor Cruz                      |
| Hawkmon                                  | Kōichi Tōchika    | Neil Kaplan                          | Antonio Domínguez              | Marco Guerrero                 |
| Armadimon / Armadillomon                 | Megumi Urawa      | Robbie Daymond                       | Blanca Rada                    | Héctor Moreno                  |
| Patamon                                  | Miwa Matsumoto    | Laura Summer                         | Pepa Agudo                     | Isabel Martiñón                |
| Tailmon / Gatomon                        | Yuka Tokumitsu    | Kate Higgins Erin Yvette (Angewomon) | Marta Sainz                    | Cristina Hernández             |
| Wormmon                                  | Naozumi Takahashi | Christopher Swindle                  | Santi Goas                     | Gaby Willer                    |
| Ukkomon                                  | Rie Kugimiya      | Giselle Fernandez                    | Patricia Rada                  | Desireé González               |

## Producción
La película se anunció por primera vez en agosto de 2021 como parte de la serie de televisión Digimon Adventure 02. El director Tomohisa Taguchi y el escritor Akatsuki Yamatoya vuelven tras la última película, Digimon Adventure: La última evolución Kizuna, para trabajar en The Beginning. El productor Yōsuke Kinoshita dijo que la película gira en torno a los personajes de Digimon Adventure 02 en lugar del primer anime debido a lo diferentes que son del elenco original. La primera imagen clave usó la frase "Soy la primera persona en asociarse con un Digimon" en referencia al nuevo personaje con la voz de Megumi Ogata; "Me convertí en el primer niño elegido del mundo". Ogata, que hace su primera aparición en la serie Digimon, confía en el director, específicamente en los visuales, que encuentra llamativos. Ukkomon, interpretado por Rie Kugimiya, fue objeto de confusión por parte de la actriz cuando notó que su nombre tiene impacto pero encuentra atractivo el diseño de ángel. El productor Hiromi Seki enfatizó que la franquicia implica diferentes formas de relaciones. Owada siguió siendo enigmático para el público mientras el productor y Taguchi ideaban varios giros sobre su papel en la película.
En julio de 2023, se lanzó un nuevo tráiler con una nueva línea sobre una "verdad triste pero amable detrás del nacimiento de los niños elegidos", los personajes principales de ambas series de televisión. En la imagen principal, que se dio a conocer al mismo tiempo que esta vista previa, los seis elegidos se reúnen con el telón de fondo de innumerables bolas digitales repartidas por la Torre de Tokio. El personal de la próxima nueva película presentó imágenes de carteles de cuatro personajes el 11 de septiembre de 2023 y utilizó música de la serie de televisión para promocionarla; "Ashita wa Atashi no Kaze ga Fuku" de Ai Maeda. Taguchi enfatizó un tema diferente dentro de The Beginning que hace que la película se destaque; mientras que Last Evolution Kizuna se centró en el final de los elegidos, The Beginning se ocupa de sus orígenes.